# Trolleybus van Gdynia

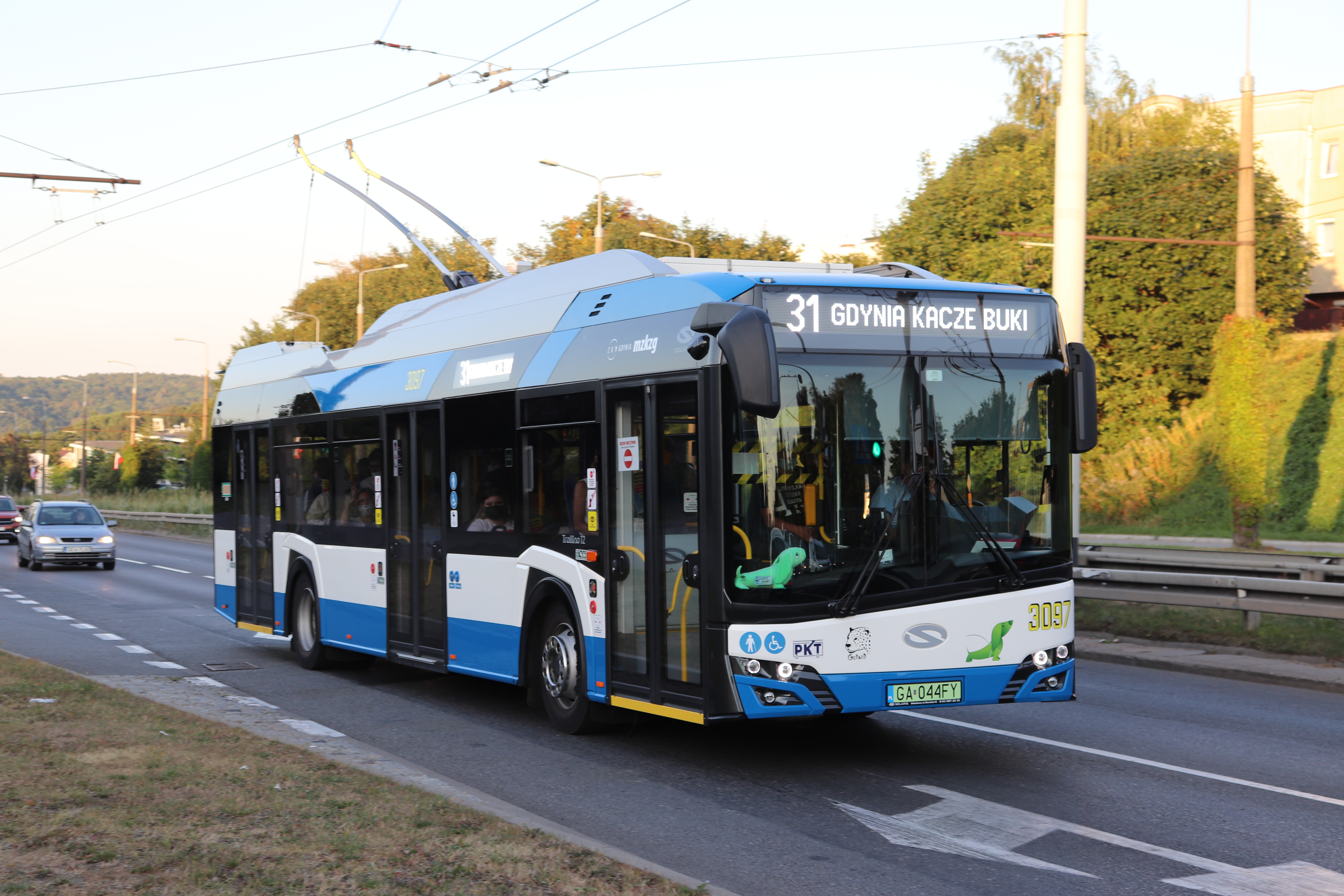

Gdynia is een van de drie Poolse steden waar een trolleybussysteem nog in bedrijf is (andere Poolse trolleybussteden zijn Lublin en Tychy). De eerste lijn werd in 1943 opengesteld onder het bewind van de Duitsers.
Het openbaarvervoersbedrijf dat tegenwoordig (2006) de trolleybussen in Sopot en Gdynia exploiteert is Przedsiębiorstwo Komunikacji Trolejbusowej. Er zijn tien lijnen, waarvan één naar Sopot. De totale lengte van de lijnen is 36 km.